# 美国第四航空队
第四航空隊（英語：Fourth Air Force）是美国空军预备役司令部下属的一个编号航空隊，指揮部位于加利福尼亚州的March空军基地。